# منطق ترکیبی
مدارهای ترکیبی، نوعی از مدارهای منطقی هستند که خروجی آن‌ها در هر لحظه تابع مقادیر ورودی در همان لحظه است. این مدارها در برابر مدارهای ترتیبی مطرح می‌شوند.

## تحلیل مدارهای ترکیبی
هدف از تحلیل مدارهای ترکیبی، بدست آوردن تابع (های) خروجی برحسب متغیرهای ورودی، از روی دیاگرام، است. پس:

1- نخست، خروجی‌های همه گیت‌ها نامگذاری می‌شوند؛

2- تابع‌های خروجی هر گیت، از طبقه اول، برحسب ورودی‌های خودش نوشته می‌شوند؛

3- در آخر متغیرهای ورودی جایگزین نام‌ها می‌شوند.

بنا بر این، برای دیاگرام نمونه داریم:

T1=X’YZ

T2=XY’Z

F=T1+T2=X’YZ+XY’Z

## طراحی مدارهای ترکیبی
1. تعریف مسئله؛
2. تعیین تعداد متغیرهای ورودی و تابع‌های خروجی؛
3. تخصیص حروف نمادین به ورودی‌ها و خروجی ها؛
4. تشکیل جدول درستی، که رابطهٔ بین ورودی‌ها و خروجی‌ها را آشکار می‌کند؛
5. بدست آوردن تابع بول ساده شده برای هر خروجی؛
6. رسم مدار منطقی.

## چند مدار ترکیبی
- جمع کننده:

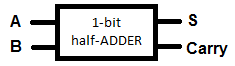

نیم جمع کننده: مدار ترکیبی که دو رقم دودویی را با هم جمع می کند نیم جمع کننده می نامند.

مشاهده می‌شود که عمل جمع دو عدد تک بیتی توسط 2 گیت AND و XOR قابل انجام است
نحوه کار :
تمام جمع کننده: مداری که سه رقم دودویی را جمع کند (جمع دو رقم دودویی و یک رقم نقلی حاصل از ستون قبلی)، تمام جمع کننده نامیده می شود.
که در این مدار ها S حاصل جمع دو رقم، C رقم نقلی خروجی، x و y دو رقم جمع شونده و z رقم نقلی طبقه ی با ارزش کمتر.